# Ferdinando Paër
Ferdinando Paer, italijanski skladatelj, * 1. junij 1771, Parma, Italija, † 3. maj 1839, Pariz, Francija.
Napisal je 55 oper v Paisiellovem slogu, od katerih se do danes nobena ni obdržala na repertoarjih. Po letu 1812 je deloval v Parizu.

## Opere (izbor)
- Orfej in Evridika (1791)
- Icilio in Virginia (1793)
- Novi Figaro (1794)
- Idomeneo (1794)
- Ero in Leandro (1794)
- Anna (1795)
- Griselda (1798)
- Camilla (1799)
- Mesečnica (1800)
- Lodoiska (1804)
- Leonora (1804)
- Kleopatra (1808)
- Agnese (1809)
- I Baccanti (1813)